# Vòng loại Giải vô địch bóng đá thế giới 1950

Tổng cộng có 34 đội tuyển quốc gia tham gia vòng loại Giải vô địch bóng đá thế giới 1950, cạnh tranh cho 16 suất vào vòng chung kết. Brasil, với tư cách là nước chủ nhà, và Ý, với tư cách là đương kim vô địch, được đặc cách vào thẳng vòng chung kết, 14 suất còn lại được phân chia qua vòng loại.
32 đội còn lại được chia thành 10 bảng dựa trên yếu tố địa lý như sau:
- Bảng 1 đến 6 – Khu vực châu Âu: 7 suất, với 18 đội tham dự (bao gồm Israel và Syria).
- Bảng 7 đến 9 – Khu vực châu Mỹ: 6 suất, với 10 đội tranh tài.
- Bảng 10 – Khu vực châu Á: 1 suất, với 4 đội tham gia.

Tuy nhiên, do các đội Ấn Độ, Scotland và Thổ Nhĩ Kỳ rút lui sau khi đã giành quyền dự vòng chung kết, chỉ có 13 đội thực sự tham gia giải đấu.
- Có tổng cộng 19 đội thi đấu ít nhất một trận. Tổng số trận vòng loại là 26 trận. Có 121 bàn thắng được ghi, trung bình 4,65 bàn/trận.

## Thể thức thi đấu
Các bảng thi đấu có thể thức khác nhau như sau:
- Bảng 1: gồm 4 đội, thi đấu vòng tròn một lượt. Đội nhất và nhì bảng giành quyền đi tiếp.
- Bảng 2, 3 và 4: mỗi bảng 3 đội, trong đó đội mạnh nhất được xếp hạt giống. Vòng loại diễn ra qua 2 giai đoạn:
  - Vòng 1: hai đội không được xếp hạt giống thi đấu sân nhà – sân khách, đội thắng vào vòng cuối.
  - Vòng cuối: đội hạt giống gặp đội thắng vòng 1, thi đấu sân nhà – sân khách. Đội thắng chung cuộc giành vé dự vòng chung kết.
- Bảng 5: 3 đội thi đấu sân nhà – sân khách, đội đứng đầu giành vé.
- Bảng 6: 2 đội thi đấu sân nhà – sân khách, đội thắng chung cuộc giành vé.
- Bảng 7: 3 đội, đội nhất và nhì bảng giành vé.
- Bảng 8: 4 đội, đội nhất và nhì bảng giành vé.
- Bảng 9: 3 đội, thi đấu vòng tròn hai lượt; đội nhất và nhì bảng giành vé.
- Bảng 10: 4 đội, đội nhất bảng giành vé tham dự vòng chung kết.

## Kết quả

### Bảng 1
| VT | Đội           | ST | T | H | B | BT | BB | HS  | Đ |
| -- | ------------- | -- | - | - | - | -- | -- | --- | - |
| 1  | Anh           | 3  | 3 | 0 | 0 | 14 | 3  | +11 | 6 |
| 2  | Scotland      | 3  | 2 | 0 | 1 | 10 | 3  | +7  | 4 |
| 3= | Wales         | 3  | 0 | 1 | 2 | 1  | 6  | −5  | 1 |
| 3= | Ireland (IFA) | 3  | 0 | 1 | 2 | 4  | 17 | −13 | 1 |

| Ireland (IFA)  | 2–8    | Scotland                                                                           |
| -------------- | ------ | ---------------------------------------------------------------------------------- |
| Smyth 50', 59' | Report | Morris 2', 70', 88' · Waddell 5', 31' (ph.đ.) · Steel 23' · Reilly 24' · Mason 80' |

| Wales         | 1–4    | Anh                                   |
| ------------- | ------ | ------------------------------------- |
| Griffiths 80' | Report | Mortensen 22' · Milburn 29', 34', 66' |

| Scotland                  | 2–0    | Wales |
| ------------------------- | ------ | ----- |
| McPhail 25' · Linwood 78' | Report |       |

| Anh                                                                             | 9–2    | Ireland (IFA)           |
| ------------------------------------------------------------------------------- | ------ | ----------------------- |
| Rowley 6', 47', 56', 58' · Froggatt 25' · Mortensen 35', 50' · Pearson 33', 68' | Report | Smyth 55' · Brennan 75' |

| Wales | 0–0    | Ireland (IFA) |
| ----- | ------ | ------------- |
|       | Report |               |

| Scotland | 0–1    | Anh         |
| -------- | ------ | ----------- |
|          | Report | Bentley 64' |

Anh vượt qua vòng loại. Scotland cũng vượt qua vòng loại nhưng từ chối tham dự.

### Bảng 2

#### Vòng 1
| VT | Đội        | ST | T | H | B | BT | BB | HS | Đ |
| -- | ---------- | -- | - | - | - | -- | -- | -- | - |
| 1  | Thổ Nhĩ Kỳ | 1  | 1 | 0 | 0 | 7  | 0  | +7 | 2 |
| 2  | Syria      | 1  | 0 | 0 | 1 | 0  | 7  | −7 | 0 |

| Thổ Nhĩ Kỳ                                                                       | 7–0    | Syria |
| -------------------------------------------------------------------------------- | ------ | ----- |
| Cansever 12', 16', 87' · Eken 44' · Kücükandonyadis 66' · Keskin 67' · Kilic 72' | Report |       |

Syria rút lui, và trận đấu còn lại đã không được diễn ra.
Turkey giành quyền vào Vòng cuối.

#### Vòng cuối
Áo rút lui, nên Thổ Nhĩ Kỳ được đặt cách vượt qua vòng loại. Tuy nhiên, Thổ Nhĩ Kỳ sau đó cũng rút lui, và FIFA đã đề nghị suất dự vòng chung kết cho Bồ Đào Nha, đội á quân bảng 6, nhưng Bồ Đào Nha từ chối. FIFA quyết định không cho đội nào khác thay thế, khiến giải đấu thiếu hai đội tuyển.

### Bảng 3

#### Vòng 1
| VT | Đội    | ST | T | H | B | BT | BB | HS | Đ |
| -- | ------ | -- | - | - | - | -- | -- | -- | - |
| 1  | Nam Tư | 2  | 2 | 0 | 0 | 11 | 2  | +9 | 4 |
| 2  | Israel | 2  | 0 | 0 | 2 | 2  | 11 | −9 | 0 |

| Nam Tư                                                                     | 6–0    | Israel |
| -------------------------------------------------------------------------- | ------ | ------ |
| Pajević 12', 19', 26' · Senčar 44' · Že. Čajkovski 63' · Bobek 83' (ph.đ.) | Report |        |

| Israel          | 2–5    | Nam Tư                                                             |
| --------------- | ------ | ------------------------------------------------------------------ |
| Glazer 65', 76' | Report | Valok 19', 64' · Bobek 20' · Zl. Čajkovski 41' · Že. Čajkovski 82' |

Nam Tư giành quyền vào Vòng cuối.

#### Vòng cuối
| VT | Đội    | ST | T | H | B | BT | BB | HS | Đ |
| -- | ------ | -- | - | - | - | -- | -- | -- | - |
| 1  | Pháp   | 2  | 0 | 2 | 0 | 2  | 2  | 0  | 2 |
| 1  | Nam Tư | 2  | 0 | 2 | 0 | 2  | 2  | 0  | 2 |

| Nam Tư            | 1–1    | Pháp        |
| ----------------- | ------ | ----------- |
| Že. Čajkovski 36' | Report | Baillot 55' |

| Pháp       | 1–1    | Nam Tư    |
| ---------- | ------ | --------- |
| Baillot 8' | Report | Bobek 44' |

Pháp và Nam Tư hòa nhau với tổng tỷ số 2–2, và một trận play-off trên sân trung lập đã được tổ chức để quyết định đội đi tiếp.
| Nam Tư                                           | 3–2 (s.h.p.) | Pháp                     |
| ------------------------------------------------ | ------------ | ------------------------ |
| Mihajlović 12', 84' (ph.đ.) · Že. Čajkovski 114' | Report       | Walter 13' · Luciano 83' |

Nam Tư giành quyền tham dự, trong khi Pháp cũng được FIFA đề nghị suất tham dự. Ban đầu Pháp đồng ý nhưng sau đó từ chối.

### Bảng 4

#### Vòng 1
| VT | Đội        | ST | T | H | B | BT | BB | HS | Đ |
| -- | ---------- | -- | - | - | - | -- | -- | -- | - |
| 1  | Thụy Sĩ    | 2  | 2 | 0 | 0 | 8  | 4  | +4 | 4 |
| 2  | Luxembourg | 2  | 0 | 0 | 2 | 4  | 8  | −4 | 0 |

| Thụy Sĩ                                                     | 5–2    | Luxembourg             |
| ----------------------------------------------------------- | ------ | ---------------------- |
| Maillard 20' · Fatton 30', 41' · Ballaman 48' · Antenen 59' | Report | Wagner 3' · Reuter 88' |

| Luxembourg             | 2–3    | Thụy Sĩ                                    |
| ---------------------- | ------ | ------------------------------------------ |
| Muller 3' · Kremer 38' | Report | Maillard 1' · Friedländer 59' · Fatton 75' |

Thụy Sĩ giành quyền vào Vòng cuối.

#### Vòng cuối
Bỉ rút lui, vì vậy Thụy Sĩ được đặc cách vào vòng chung kết.

### Bảng 5
| VT | Đội           | ST | T | H | B | BT | BB | HS | Đ |
| -- | ------------- | -- | - | - | - | -- | -- | -- | - |
| 1  | Thụy Điển     | 2  | 2 | 0 | 0 | 6  | 2  | +4 | 4 |
| 2  | Ireland (FAI) | 4  | 1 | 1 | 2 | 6  | 7  | −1 | 3 |
| 3  | Phần Lan      | 2  | 0 | 1 | 1 | 1  | 4  | −3 | 1 |

| Thụy Điển                                          | 3–1    | Ireland (FAI) |
| -------------------------------------------------- | ------ | ------------- |
| Andersson 17' (ph.đ.) · Jeppson 37' · Liedholm 69' | Report | Walsh 9'      |

| Ireland (FAI)                       | 3–0    | Phần Lan |
| ----------------------------------- | ------ | -------- |
| Gavin 35' · Martin 44' (ph.đ.), 68' | Report |          |

| Phần Lan    | 1–1    | Ireland (FAI) |
| ----------- | ------ | ------------- |
| Vaihela 89' | Report | Farrell 65'   |

| Ireland (FAI)      | 1–3    | Thụy Điển           |
| ------------------ | ------ | ------------------- |
| Martin 61' (ph.đ.) | Report | Palmér 4', 40', 68' |

Thụy Điển giành quyền vượt qua vòng loại. Phần Lan rút lui trước khi bảng đấu hoàn tất. Liên đoàn Bóng đá Ireland (FAI) sau đó được mời tham dự nhưng từ chối vì lý do chi phí đi lại.
Ngày 2 tháng 10 năm 1949, Thụy Điển đã thắng Phần Lan với tỷ số 8–1 trên sân nhà tại Malmö. Tuy nhiên, trang web chính thức của FIFA không liệt kê trận đấu này trong danh sách các trận hoặc bảng xếp hạng nhóm. Trang web của RSSSF có ghi nhận trận đấu nhưng kèm theo chú thích "Thụy Điển sử dụng đội hình B" và không cung cấp bảng xếp hạng.

### Bảng 6
| VT | Đội         | ST | T | H | B | BT | BB | HS | Đ |
| -- | ----------- | -- | - | - | - | -- | -- | -- | - |
| 1  | Tây Ban Nha | 2  | 1 | 1 | 0 | 7  | 3  | +4 | 3 |
| 2  | Bồ Đào Nha  | 2  | 0 | 1 | 1 | 3  | 7  | −4 | 1 |

| Tây Ban Nha                                            | 5–1    | Bồ Đào Nha  |
| ------------------------------------------------------ | ------ | ----------- |
| Zarra 11', 58' · Basora 13' · Panizo 15' · Molowny 65' | Report | Cabrita 36' |

| Bồ Đào Nha                  | 2–2    | Tây Ban Nha            |
| --------------------------- | ------ | ---------------------- |
| Travassos 51' · Correia 53' | Report | Zarra 24' · Gaínza 82' |

Tây Ban Nha vượt qua vòng loại. Bồ Đào Nha cũng được mời tham gia nhưng đã từ chối.

### Bảng 7
Argentina rút lui, vì vậy Bolivia và Chile được đặc cách vượt qua vòng loại.

### Group 8
Ecuador và Peru rút lui, vì vậy Uruguay và Paraguay được đặc cách vượt qua vòng loại.

### Bảng 9
| VT | Đội    | ST | T | H | B | BT | BB | HS  | Đ |
| -- | ------ | -- | - | - | - | -- | -- | --- | - |
| 1  | México | 4  | 4 | 0 | 0 | 17 | 2  | +15 | 8 |
| 2  | Hoa Kỳ | 4  | 1 | 1 | 2 | 8  | 15 | −7  | 3 |
| 3  | Cuba   | 4  | 0 | 1 | 3 | 3  | 11 | −8  | 1 |

| Hoa Kỳ | 0–6      | México                                                           |
| ------ | -------- | ---------------------------------------------------------------- |
|        | Chi tiết | Flores 20' · Luna 30' · de la Fuente 37', 55', 58' · Septién 85' |

| México                 | 2–0      | Cuba |
| ---------------------- | -------- | ---- |
| Luna 26' · Casarín 57' | Chi tiết |      |

| Cuba      | 1–1      | Hoa Kỳ      |
| --------- | -------- | ----------- |
| Gómez 28' | Chi tiết | Wallace 23' |

| México                                                           | 6–2      | Hoa Kỳ                  |
| ---------------------------------------------------------------- | -------- | ----------------------- |
| Ortiz 14' · Casarín 23', 41', 76' · de la Fuente 47' · Ochoa 89' | Chi tiết | Souza 52' · Wattman 90' |

| Hoa Kỳ                                                 | 5–2      | Cuba                    |
| ------------------------------------------------------ | -------- | ----------------------- |
| Bahr 16' · Souza 23' · Matevich 30', 35' · Wallace 48' | Chi tiết | Barquín 42' · Veiga 50' |

| México                        | 3–0      | Cuba |
| ----------------------------- | -------- | ---- |
| Naranjo 44', 88' · Flores 58' | Chi tiết |      |

Mexico và Hoa Kỳ vượt qua vòng loại.

### Bảng 10
Miến Điện, Indonesia và Philippines đều rút lui trước khi bốc thăm, nên Ấn Độ giành quyền đi tiếp. Tuy nhiên, sau đó Ấn Độ cũng rút lui với lý do "chi phí di chuyển quá cao để thi đấu xa," và Liên đoàn Bóng đá Ấn Độ (AIFF) muốn tập trung cho Olympic 1952. Một số nguồn tin khác cho rằng nguyên nhân xuất phát từ quy định của FIFA cấm cầu thủ thi đấu chân trần. FIFA quyết định không mời đội nào thay thế, khiến giải đấu thiếu ba đội tuyển.

## Đội tuyển vượt qua vòng loại
| Đội tuyển   | Số lần tham dự vòng chung kết | Chuỗi tham dự liên tiếp | Lần tham dự cuối cùng |
| ----------- | ----------------------------- | ----------------------- | --------------------- |
| Bolivia     | 2                             | 1                       | 1930                  |
| Brasil (H)  | 4                             | 4                       | 1938                  |
| Chile       | 2                             | 1                       | 1930                  |
| Anh         | 1                             | 1                       | —                     |
| Ấn Độ       | 1                             | 1                       | —                     |
| Ý (C)       | 3                             | 3                       | 1938                  |
| México      | 2                             | 1                       | 1930                  |
| Paraguay    | 2                             | 1                       | 1930                  |
| Tây Ban Nha | 2                             | 1                       | 1934                  |
| Scotland    | 1                             | 1                       | —                     |
| Thụy Điển   | 3                             | 3                       | 1938                  |
| Thụy Sĩ     | 3                             | 3                       | 1938                  |
| Thổ Nhĩ Kỳ  | 1                             | 1                       | —                     |
| Hoa Kỳ      | 3                             | 1                       | 1934                  |
| Uruguay     | 2                             | 1                       | 1930                  |
| Nam Tư      | 2                             | 1                       | 1930                  |

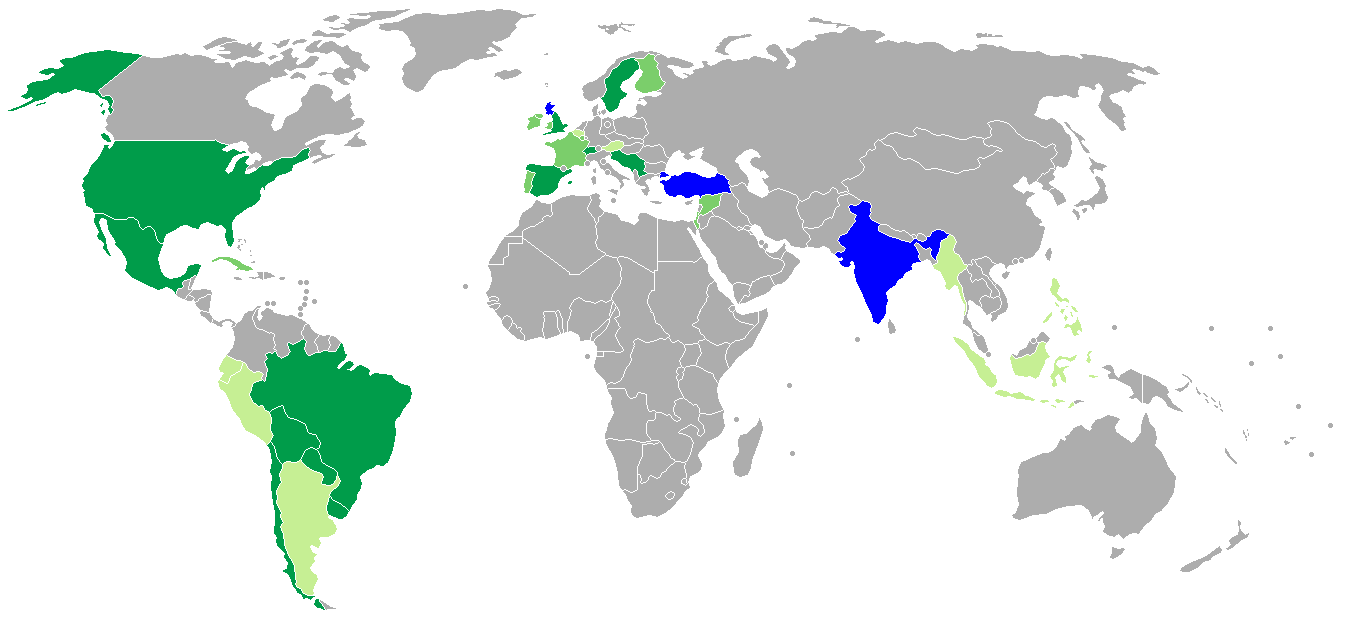
Vòng loại FIFA World Cup 1950

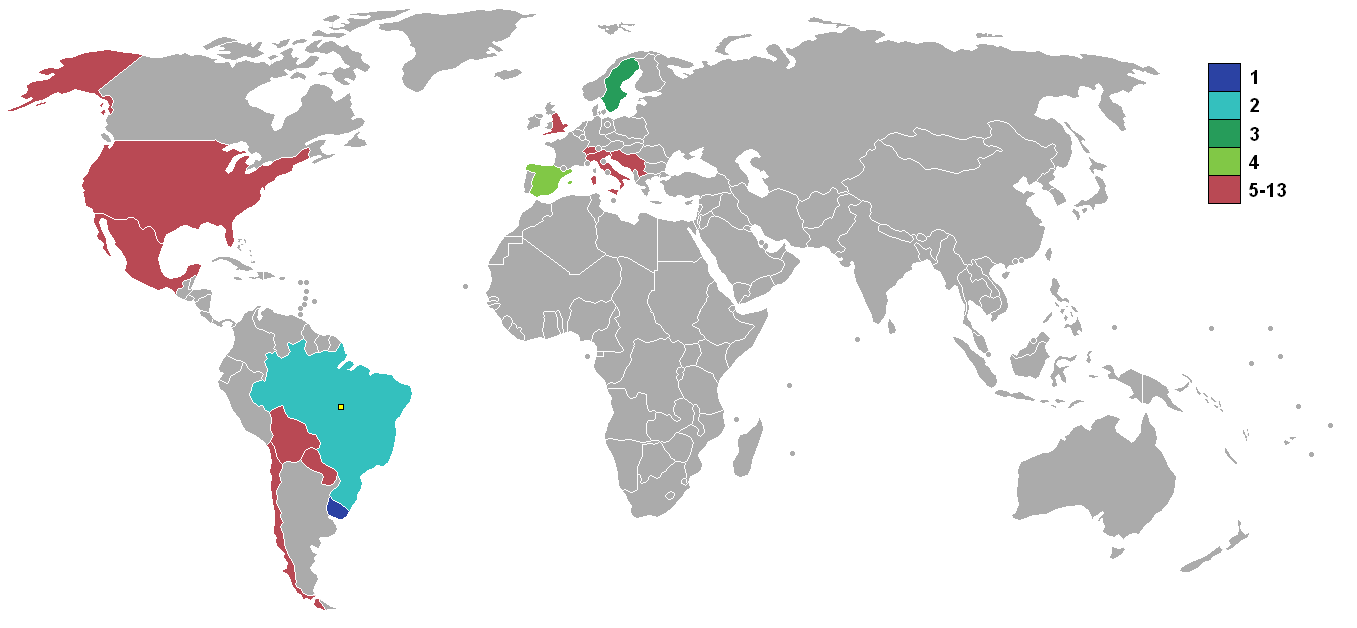
Số quốc gia tham gia sau khi 3 trong 16 đội đã giành vé vòng chung kết rút lui.

- Ấn Độ,  Scotland và  Thổ Nhĩ Kỳ rút lui sau khi đã giành quyền tham dự.
- (H) – giành quyền tham dự tự động với tư cách chủ nhà.
- (C) – giành quyền tham dự tự động với tư cách đương kim vô địch.

## Cầu thủ ghi bàn
4 bàn thắng
- Jack Rowley
- Horacio Casarín
- Luis de la Fuente
- Željko Čajkovski

3 bàn thắng
- Jackie Milburn
- Stan Mortensen
- Sammy Smyth
- Con Martin
- Henry Morris
- Telmo Zarra
- Karl-Erik Palmér
- Jacques Fatton
- Fahrettin Cansever
- Stjepan Bobek
- Milutin Pajević

2 bàn thắng
- Stan Pearson
- Henri Baillot
- Yehoshua Glazer
- Antonio Flores
- Luis Luna
- José Naranjo
- William Waddell
- René Maillard
- Pete Matevich
- John Souza
- Frank Wallace
- Prvoslav Mihajlović
- Marko Valok

1 bàn thắng
- Jacinto Barquín
- José Gómez
- Santiago Veiga
- Roy Bentley
- Jack Froggatt
- Jorma Vaihela
- Jean Luciano
- Marius Walter
- Bobby Brennan
- Peter Farrell
- Johnny Gavin
- Davy Walsh
- Jim Kremer
- Armand Müller
- Michel Reuter
- Camille Wagner
- Mario Ochoa
- Héctor Ortiz
- Carlos Septién
- Fernando Cabrita
- António Jesus Correia
- José Travassos
- Alec Linwood
- Jimmy Mason
- John McPhail
- Lawrie Reilly
- Billy Steel
- Estanislau Basora
- Agustín Gaínza
- Luis Molowny
- José Luis Panizo
- Sune Anderson
- Hasse Jeppson
- Nils Liedholm
- Kiki Antenen
- Robert Ballaman
- Hans-Peter Friedländer
- Walter Bahr
- Ben Wattman
- Bülent Eken
- Erol Keskin
- Gündüz Kılıç
- Lefter Kücükandonyadis
- Mal Griffiths
- Zlatko Čajkovski
- Božidar Senčar